# Bimota HDB1
La Bimota HDB1 es una motocicleta de competición creada por la compañía italiana Bimota, empleando un motor también italiano Aermacchi, en aquel momento propiedad de la estadounidense Harley-Davidson.

## Características
Con un diseño de Massimo Tamburini, la HDB1 es una motocicleta con un chasis multitubular de acero, equipada con un motor bicilíndrico, de dos tiempos, con refrigeración líquida y alimentado por una batería de cuatro carburadores. El chasis está realizado con tubos de acero al cromo-molibdeno, soldados siguiendo un esquema perimetral que rodea al motor.
Para evitar reacciones parásitas en aceleraciones o frenadas, el basculante, realizado en Avional, una aleación aeronáutica de aluminio, está unido al chasis de un modo coaxial al piñón de salida del motor, con lo que se consigue que ambos piñones de la cadena se mantengan siempre a la misma distancia, sin verse esta modificada por la extensión o compresión del amortiguador trasero.
Los componentes no realizados directamente por Bimota se suministraron por la industria auxiliar, pero siempre con elementos de gama alta. De hecho, el monoamortiguador trasero, algo innovador en 1976, estaba realizado por KONI y equipaba al Ferrari 312T, un monoplaza de Fórmula 1. El muelle es un diseño Bimota, empleando titanio. Para reducir el peso total, las llantas son de magnesio forjado.
Tan sólo se construyó una unidad de la Bimota HDB1.